# Hwayoung
 (novembre 2021).
Ryu Hwayoung (née le 22 avril 1993 à Gwangju) est une chanteuse sud-coréenne qui a appartenu au girl group T-ara qu'elle a quitté le 30 juillet 2012.

## Biographie

### Débuts dans le groupe T-ara
Hwa Young est une ancienne membre du groupe T-ara, ou elle était rappeuse principale et chanteuse secondaire. Elle a quitté le groupe à la suite de la déclaration du CEO de la CCM, le 30 juillet 2012 ainsi qu'à des problèmes au sein du groupe. Elle a étudié au Lycée de Sungeul. Elle est du signe astrologique Taureau et mesure 1,68 m. D'après l'agence, elle a été un "ajout permanent" car certains autres membres étaient occupés par leurs carrières d'actrices.
Hwa Young a une sœur jumelle nommée Ryu Hyo Yeong, qui fait également partie des groupes Co-Ed et 5Dolls.

### Carrière d'actrice
Elle apparaît dans le quatrième épisode du drama coréen Descendants of the Sun, incarnant le rôle de l'ex-petite amie de Seo Dae-young, l'un des personnages principaux. En 2018 elle joue également dans la série The Beauty Inside, elle sera la rivale de l'héroïne Han Se-Gye.
Elle apparaît aussi dans le drama Age of Youth, où elle incarne Kang Ni-Ya, une jeune femme qui cache bien des secrets à ses colocataires.

## Discographie
Jusqu'à 2012.